# Wapen van Keppel

Het wapen van Gemeente Keppel (1816-1870)

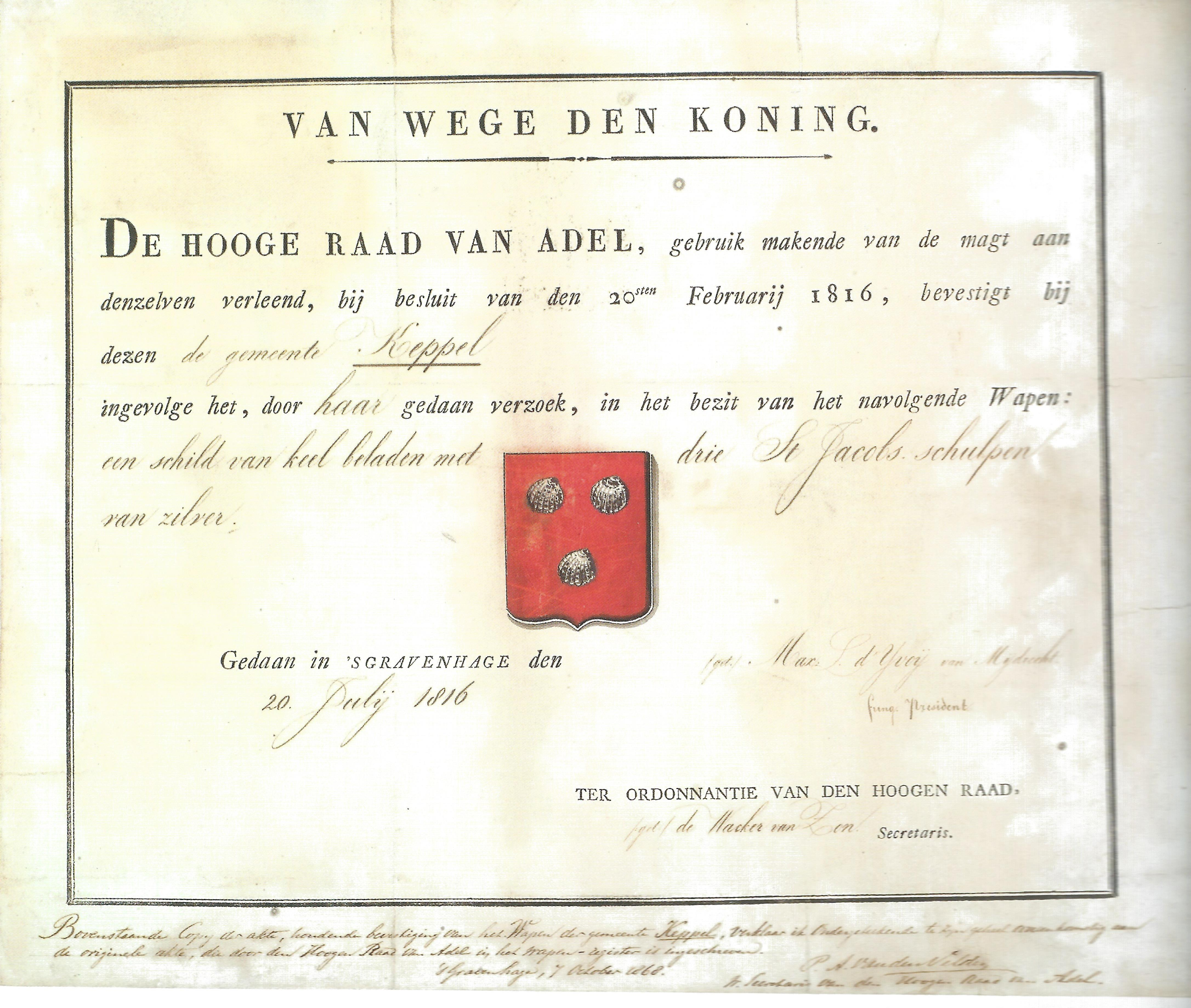
Wapendiploma gemeente Keppel HRvA (1816)

Het wapen van Keppel werd bij Koninklijk Besluit van 20 februari 1816 van de Hoge Raad van Adel aan de Gelderse gemeente Keppel toegekend en op 20 juli 1816 door de Raad bevestigd. Per 1 januari 1818 werd Keppel met Hummelo, dat tot dan deel was geweest van het Ambt Doetinchem, samengevoegd tot een schoutambt, dat in 1825 omgedoopt werd tot de gemeente Hummelo en Keppel. Men bleef het wapen van Keppel voeren.
In 1869 ontstond de vraag of Hummelo bij Keppel was gevoegd, wat rechtvaardigde dat het Keppelse wapen gevoerd werd, of dat Keppel bij Hummelo was gevoegd. In het laatste geval zou het Hummelose wapen gevoerd moeten worden. De burgemeester vroeg per brief aan de Commissaris des Konings in Gelderland wat de juiste naam van de gemeente was. Het antwoord was 'Hummelo en Keppel', waarop de burgemeester het wapen van Keppel als vervallen beschouwde en aan de raad voorstelde een nieuw wapen aan te vragen. De raad besloot echter op 9 december 1869 tot herinvoering van het oorspronkelijke wapen van Keppel. 
De herinvoering werd door de Hoge Raad van Adel afgewezen, niet Hummelo zou aan Keppel toegevoegd zijn, maar Keppel aan Hummelo, waardoor Hummelo de hoofdgemeente zou zijn, en het wapen moest voeren. Hummelo had echter nooit een wapen gehad. De Hoge Raad van Adel stelde een nieuw wapen voor: gedeeld schild, bevattende ter linkerzijde het wapen van Keppel en ter rechterzijde het wapen van Hummelo. Als er werkelijk geen wapen van Hummelo bestond moest daar maar iets nieuws voor ingevoegd worden. Op 22 december besloot de gemeenteraad het vroegere wapen van Keppel te gebruiken, zonder enige toevoeging. 
De minister van Justitie keurde het gemeentebesluit af en stelde de raad voor het advies van De Hoge Raad toch op te volgen. Als men dit niet van plan was dan mocht men een wapen met: een eenvoudig schild van zilver zonder eenig figuur voeren. Wilde men toch het oorspronkelijke wapen handhaven dan kon dat doch met omzetting der metalen en kleuren en derhalve een veld van zilver, beladen met drie St. Jacobsschulpen van keel. 
Dit laatste voorstel is op 10 juli 1870 bij Koninklijk Besluit toegekend, waarmee het wapen van Keppel definitief vervallen was.

## Blazoenering
De blazoenering van het wapen luidt als volgt:
een schild van keel, beladen met drie St. Jacobs schulpen van zilver. (Zie noot 1)

## Verklaring
Het wapen van de gemeente Keppel was een bevestiging van het al gebezigde wapen van de in 1811 gevormde mairie van Keppel. En dat was hetzelfde wapen dat de baronnen Van Pallandt als heren van Keppel in hun eigen wapen voerden.
Baron Coen Schimmelpenninck van der Oije, van 1991 tot 2015 voorzitter van de Hoge Raad van Adel, zou zelfs gesteld hebben dat de koeken in het wapen van Verwolde, en daarmee in het wapen van Lochem, eigenlijk schelpen hadden moeten zijn. De heren van Keppel waren vroeger ook eigenaar van Verwolde.

## Verwante wapens

Verschijningsvorm in het Wapenboek Gelre
Wapen van de familie Van Keppel tot Old-oolde en Keppel tot de Woolbeek
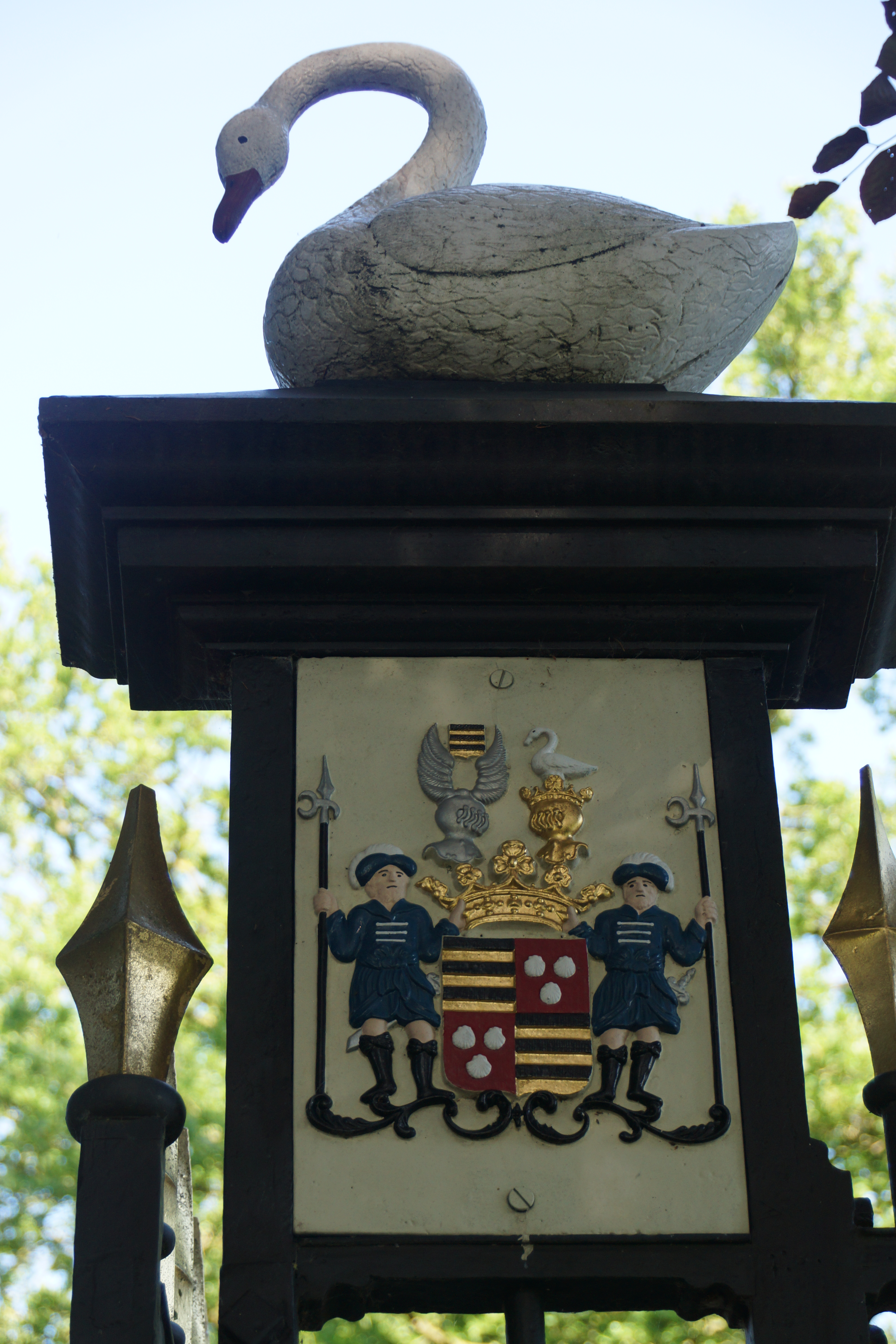
Wapen baronnen van Pallandt heren van Keppel
Wapen van Hummelo en Keppel (1870-2004)
Wapen van Lochem
Wapen van Verwolde

Aalst · 
Ammerzoden · 
Angerlo · 
Appeltern · 
Batenburg · 
Beesd · 
Beltrum · 
Bemmel · 
Bergharen · 
Bergh · 
Beusichem · 
Borculo · 
Brakel · 
Buurmalsen · 
Deil · 
Didam · 
Dinxperlo · 
Dodewaard ·
Doornspijk ·
Dreumel ·
Driel ·
Echteld ·
Eibergen ·
Elst ·
Est en Opijnen ·
Everdingen ·
Ewijk ·
Gameren ·
Geesteren · 
Geldermalsen · 
Gendringen · 
Gendt ·
Groenlo ·
Groesbeek ·  
Haaften ·
Hedel ·
's-Heerenberg ·
Heerewaarden ·
Hemmen ·
Hengelo ·
Herwen en Aerdt ·
Herwijnen ·
Heteren ·
Heukelum ·
Hoevelaken ·
Horssen ·
Huissen ·
Hummelo en Keppel ·
Hurwenen  ·
Kerkwijk ·
Keppel ·
Kesteren ·
Laren · 
Lichtenvoorde ·
Lienden ·
Lingewaal · 
Maurik ·
Millingen aan de Rijn ·
Nederhemert ·
Neede ·
Neerijnen ·
Netterden ·
Niftrik ·
Nijbroek ·
Ophemert ·
Overasselt ·
Pannerden ·
Poederoijen · 
Renkum ·
Rijnwaarden ·
Rossum ·
Ruurlo ·
Steenderen ·
Terborg ·
Twello ·
Ubbergen ·
Valburg ·
Varik ·
Vorden ·
Vuren ·
Waardenburg ·
Wadenoijen ·
Wamel ·
Wehl ·   
Warnsveld ·
Wisch ·
Zeddam ·
Zelhem ·
Zoelen ·
Zuilichem 

Dorps-, heerlijkheids- en stadswapens: 

Acquoy 
· Baak 
· Barlham 
· Bredevoort 
· Doreweerd 
· Elden
· Enspijk 
· Gellicum 
· Groessen 
· Hakfort 
· Hellouw 
· IJzendoorn 
· Kell  
· Lede en Oudewaard 
· Lichtenberg 
· Loil 
· Maasbommel 
· Meijnerswijk 
· Meteren 
· Middagten 
· Rhenoy 
. Rumpt
· Tricht 
· Verwolde 
· Wildenborch